# (612582) 2003 QY111
2003 QY111, também escrito como 2003 QY111, é um objeto transnetuniano que está localizado no Cinturão de Kuiper, uma região do Sistema Solar. Este corpo celeste é classificado como um cubewano. Ele possui uma magnitude absoluta de 6,9 e tem um diâmetro estimado com 183 km.

## Descoberta
2003 QY111 foi descoberto no dia 25 de agosto de 2003 pelo astrônomo Marc W. Buie.

## Órbita
A órbita de 2003 QY111 tem uma excentricidade de 0,034 e possui um semieixo maior de 43,167 UA. O seu periélio leva o mesmo a uma distância de 41,713 UA em relação ao Sol e seu afélio a 44,621 UA.